# Opacifrons maculifrons
Opacifrons maculifrons är en tvåvingeart som först beskrevs av Becker 1907.  Opacifrons maculifrons ingår i släktet Opacifrons och familjen hoppflugor. Inga underarter finns listade i Catalogue of Life.